# Griechisches Referendum 1920
Das griechische Referendum 1920 war das erste im Königreich Griechenland abgehaltene Referendum. Am 22. Novemberjul. / 5. Dezember 1920greg. ∗ erfolgte eine Abstimmung über die Rückkehr und Restauration von Konstantin I. aus dem Haus Schleswig-Holstein-Sonderburg-Glücksburg, welcher mit 99 % der gültigen Stimmen zugestimmt wurde.

## Vorgeschichte

### Erster Weltkrieg
Mit Beginn des Ersten Weltkriegs entschied Konstantin, trotz der Aufforderung und des damit verbundenen Drucks Wilhelms II., ein Bündnis mit dem Deutschen Reich zu schließen, neutral zu bleiben. Konstantin betrachtete ein Eintreten in den Krieg als riskant und mit entsprechenden Folgekosten verbunden, denn der britischen Seeherrschaft im östlichen Teil des Mittelmeers war Griechenland unterlegen. Zumal das Land noch an den Folgen der Balkankriege litt.
Darüber hinaus war der König, dessen Frau Sophie die Schwester Wilhelms II. war und der als deutschfreundlich galt, bestrebt, die griechischen Interessen mit denen der Mittelmächte in Einklang zu bringen. Dazu bei trugen auch die Annahme, dass der Panslawismus eine ernste Gefahr für Griechenland darstelle, die Einflussnahmen seines Außenministers Georgios Streit und der im Deutschen Reich ausgebildeten Generalstabsoffiziere sowie die weitere Annahme, dass das Deutsche Reich militärisch nicht zu besiegen sei.
Im Gegensatz dazu war für Premierminister Eleftherios Venizelos diese Neutralität nur ein vorübergehender Zustand, da er ein Bündnis mit der Triple Entente, allem voran dem Vereinigten Königreich, anstrebte. Venizelos nahm an, dass die Entente den Krieg gewinnen werde, zumindest aber die britische Seeherrschaft im östlichen Teil des Mittelmeers bestehen bleiben werde. Ein Bündnis mit dem Deutschen Reich schloss er aus, da er annahm, dass deutsche Interessen auch zu einer Unterstützung des Osmanischen Reichs und Bulgariens führen würden. Beide Staaten waren in den Balkankriegen Gegner Griechenlands gewesen und standen bereits vorher in Konflikten, die sich aus dem aufstrebenden Nationalismus ergaben. Der in Griechenland durch die Megali Idea (Große Idee) geprägte Nationalismus wurde von Venizelos unterstützt. Eine sich daraus resultierende Expansion richtete sich vornehmlich gegen das Osmanische Reich in Kleinasien und in Thrakien, in Letzterem auch gegen Bulgarien.
Die am 14. Oktober 1914greg. durchgeführte Besetzung eines Teils des Nordepirus mit den südalbanischen Bereichen von Saranda, Përmeti und Gjirokastra erfolgte auf Verlangen der Entente und nach Abstimmung mit Italien.
Nachdem das Osmanische Reich auf Seiten der Mittelmächte in den Krieg eingetreten war und im Winter 1915 die Entente um militärische Unterstützung in der Schlacht von Gallipoli bat, wollte Venizelos die Neutralität aufgeben und auf Seiten der Entente in den Krieg eingreifen, um die Megali Idea weiter zu verwirklichen. Konstantin lehnte mit Rückendeckung der Generalstabsoffiziere dieses Vorgehen ab und Venizelos trat, unter Druck gesetzt, zurück. Daraufhin löste der König das Parlament auf.

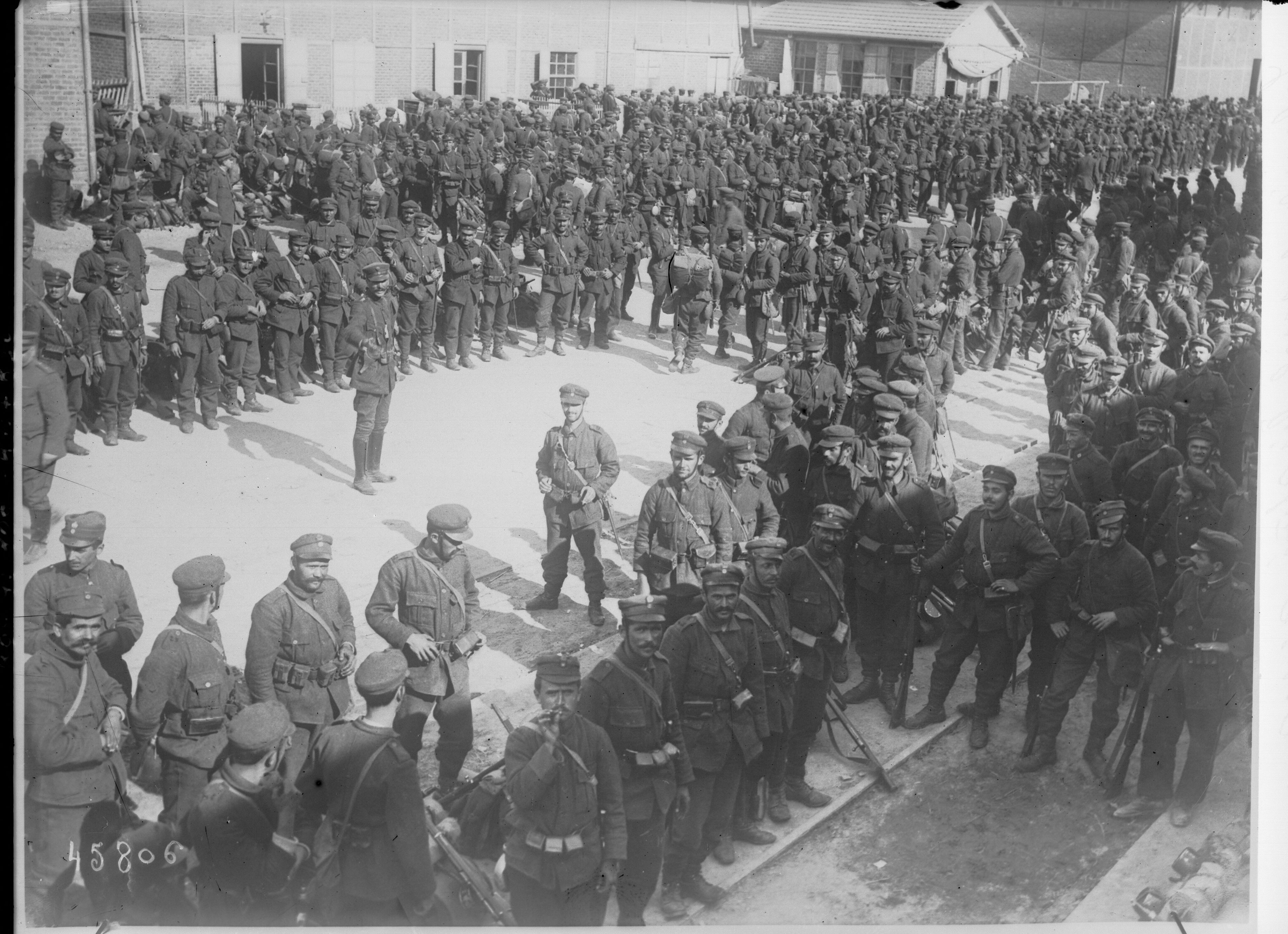
Griechische Soldaten während der Mobilisierung in Saloniki (1915)

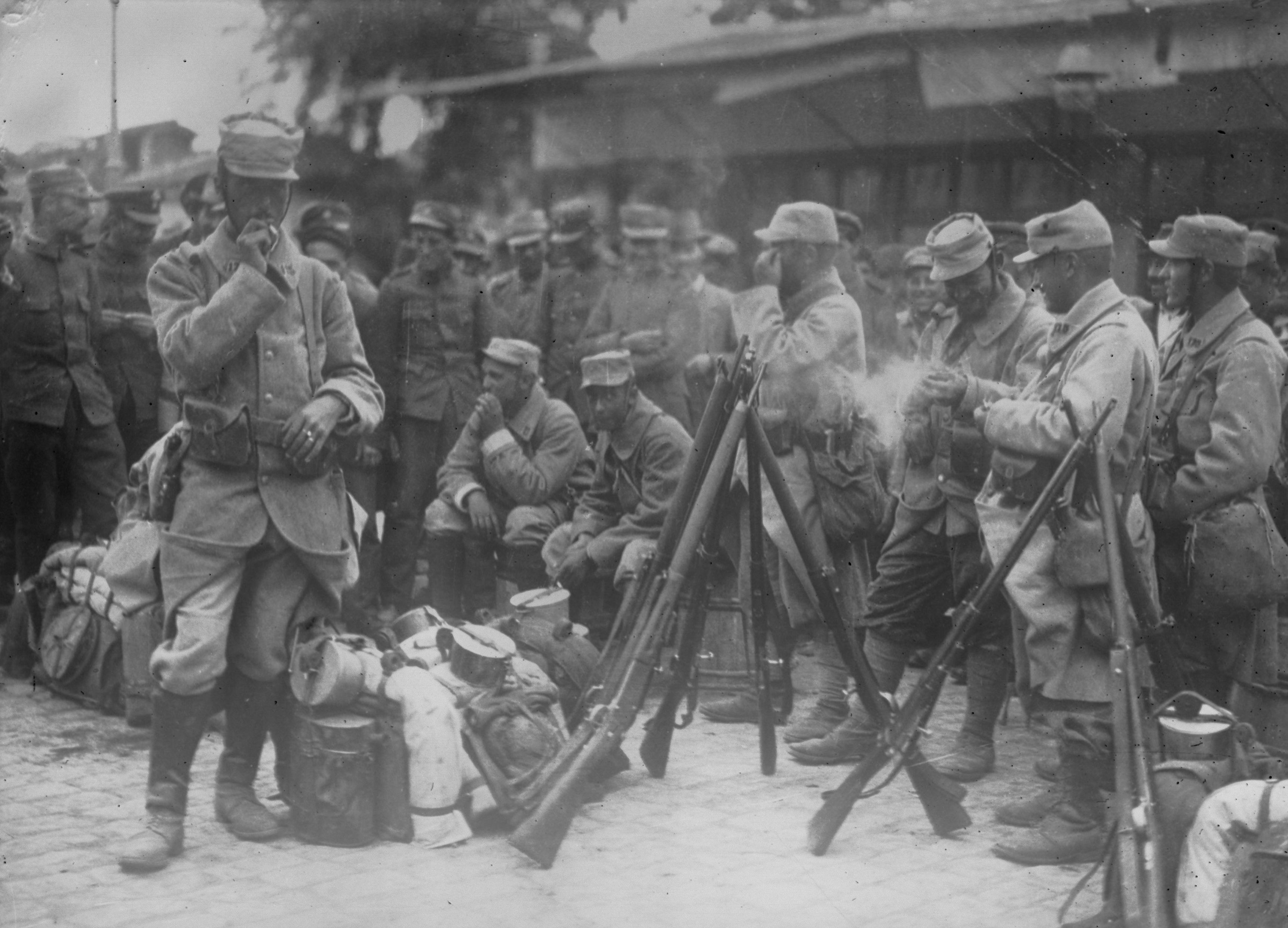
Französische Soldaten in Saloniki (1915)

Aus den im Frühling 1915 stattfindenden Neuwahlen ging Venizelos als Sieger hervor. Als im September 1915 Bulgarien eine Generalmobilmachung durchführte und einen Angriff auf Serbien vorbereitete, verfügte Venizelos ebenfalls eine Generalmobilmachung und ging damit in eine bewaffnete Neutralität über, um so – falls notwendig – den griechisch-serbischen Bündnisvertrag von 1913 erfüllen zu können. Ferner besprach er mit Entente-Gesandten die mögliche Option, Truppen der Entente nach Saloniki zu verlegen, um im Falle eines bulgarischen Angriffs Serbien zu unterstützen. Die ersten Truppen der Entente landeten im September/Oktober 1915 in Saloniki, woraus eine auf die Chalkidiki übergreifende Besatzung wurde. Als Venizelos zu dieser Zeit vom Parlament die Zustimmung zu einer Verlegung griechischer Truppen nach Serbien einholen wollte, zwang der König seinen Premierminister erneut zum Rücktritt und löste das Parlament auf. Neuwahlen wurden zum Jahresende angesetzt. Diese wurden von Venizelos und der Komma Fileleftheron (Liberale Partei) boykottiert.
Der besetzte Teil des Nordepirus wurde per königlichem Dekret im März 1916 annektiert.
Im Mai 1916 kam es nach vorherigen Verhandlungen mit der griechischen und der deutschen Regierung zum Einmarsch von bulgarischen und deutschen Truppen in Makedonien und der Besetzung von Fort Rupel. Hieraus entstand die Salonikifront. Im Juni 1916 nahm die Regierung aus finanziellen Gründen und um sich hinsichtlich der Neutralität besser zu positionieren eine allgemeine Demobilisierung vor.

### Nationales Schisma

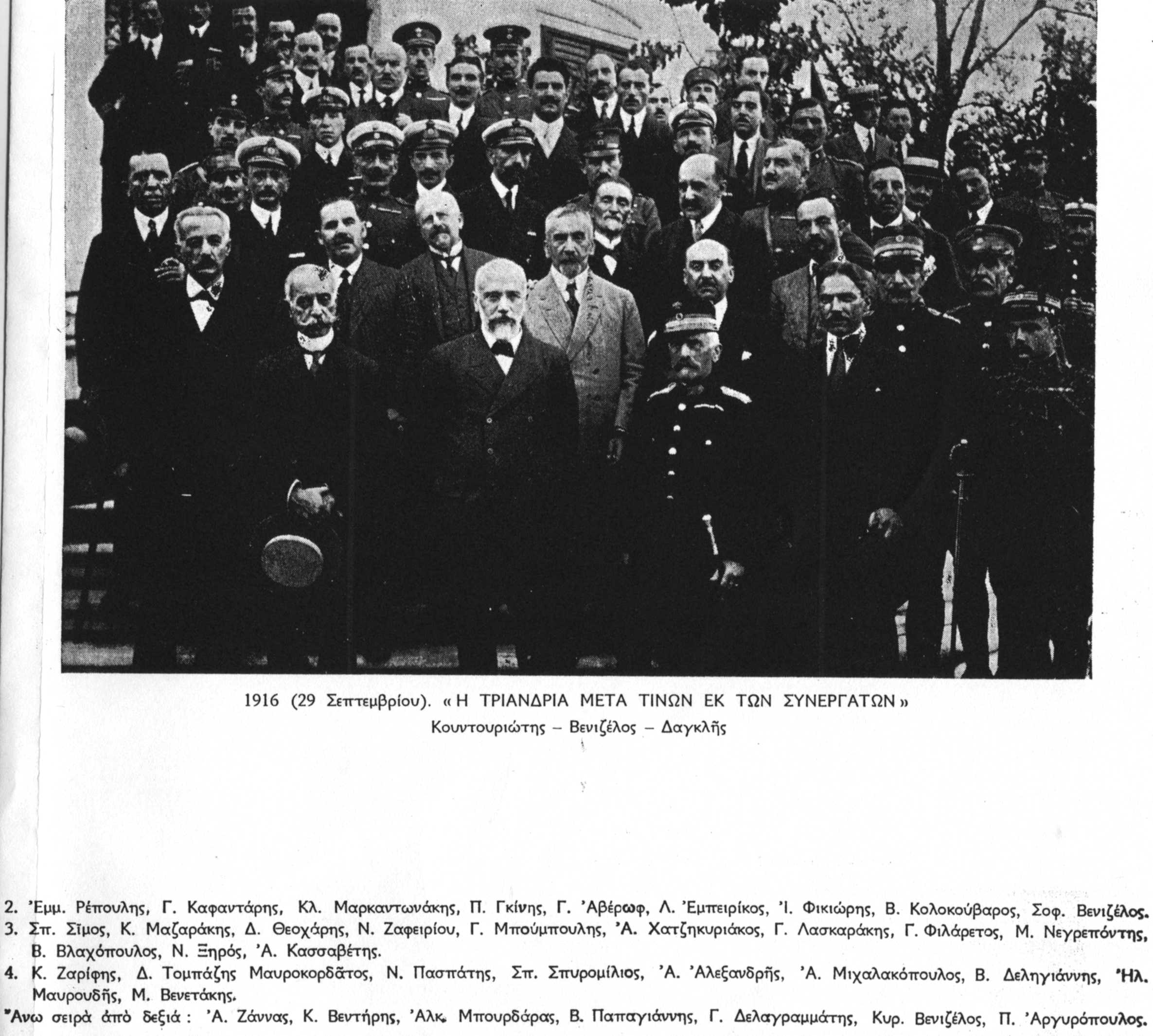
Das Triumvirat (vorne) und Mitarbeiter

Am 30. August 1916greg. kam es, ausgehend von Saloniki und auch mit Förderung der vor Ort stehenden Entente-Truppen, zu einem teilweise erfolgreichen Putsch gegen die Regierung durch die Bewegung Ethniki Amyna (Nationale Verteidigung), der es Venizelos erlaubte, am 9. Oktober 1916greg. in Saloniki eine Gegenregierung unter Leitung eines Triumvirats zu bilden. Ausrüstung und ein Kredit wurden durch die Entente zur Verfügung gestellt. Die Gegenregierung erklärte im November 1916 dem Königreich Bulgarien und dem Deutschen Reich den Krieg.

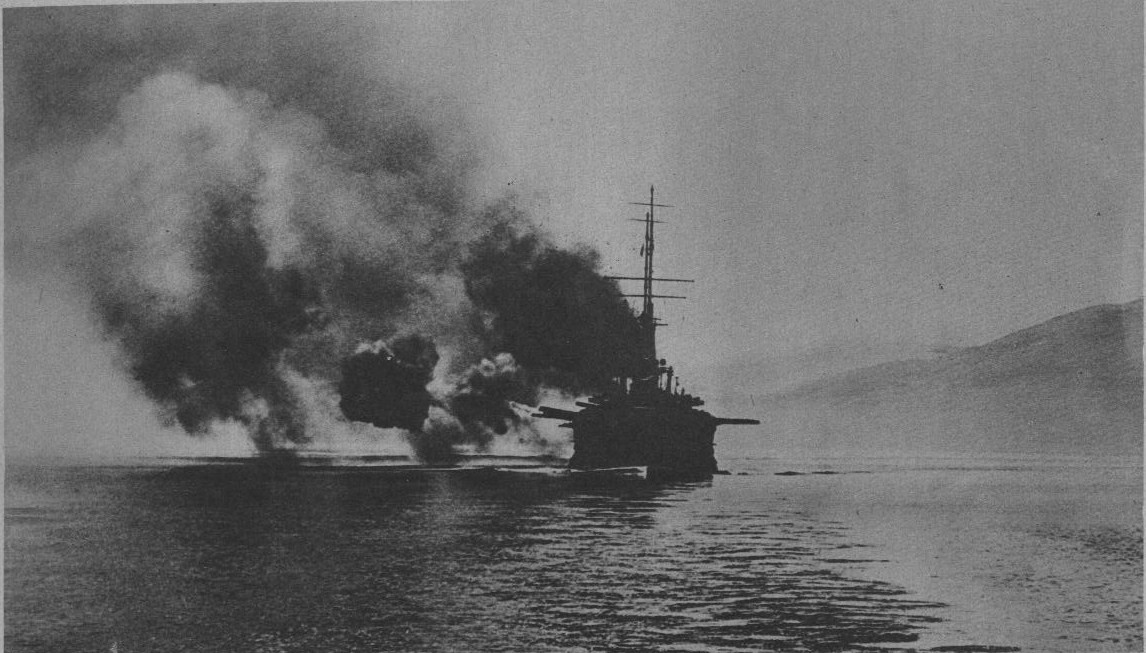
Der französische Panzerkreuzer Mirabeau bombardiert Athen (1916)

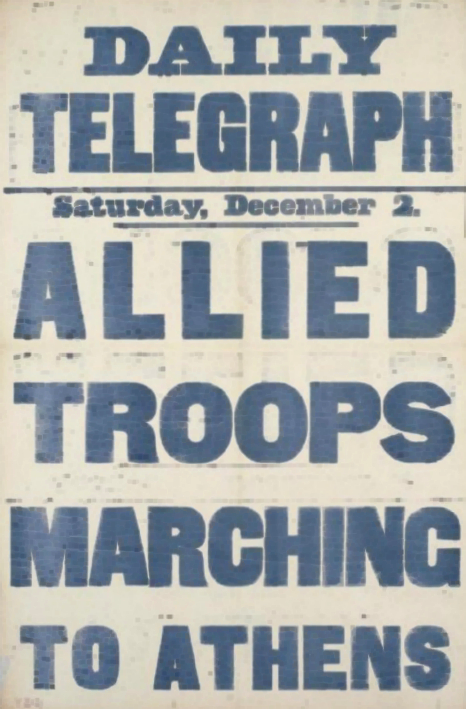
Daily Telegraph

Nach Ablauf eines von französischer Seite getragenen, fruchtlosen Ultimatums der Mittelmeer-Kommandantur der Entente, das von der griechischen Regierung die vollständige Herausgabe der Waffen verlangte, kam es am 1. Dezember 1916greg. zur Noemvriana (November-Vorfälle). Die Entente landete nachts mit 3000 französischen, englischen und italienischen Soldaten in Piräus und marschierte nach Athen. Das Vorgehen sollte auch einer Absetzung Konstantins dienen. Die dort stehenden 20.000 griechischen Soldaten hatten zuvor alle wichtigen Positionen in der Stadt besetzt. Mit Beginn der Gefechte zogen die italienischen Truppen ab, da der italienische Gesandte in Griechenland ein gewaltsames Vorgehen ablehnte. Ab dem späten Nachmittag griffen auch Venizelisten in den Kampf auf Seiten der Entente ein und überdies wurde Athen von Schiffsartillerie bombardiert. Am Abend konnten sich beide Seiten auf einen Waffenstillstand einigen. Vereinbarungsgemäß lieferte die griechische Regierung von ursprünglich zehn geforderten sechs Gebirgsbatterien aus, die Truppen der Entente zogen sich bis zum Morgen des Folgetages vollständig nach Piräus zurück. Die venizelistischen Vorfälle, die bürgerkriegsähnliche Formen annahmen, gingen auch nach Abzug der Entente-Truppen weiter. Die Gegenregierung wurde an diesem Tag von Frankreich und dem Vereinigten Königreich offiziell als die legitime Regierung Griechenlands anerkannt. Einige Tage später wiederholte die venizelistische Regierung ihre Kriegserklärungen.
Im Dezember 1916 startete die Entente, die einen Angriff des royalen Griechenlands auf ihre Truppen in Saloniki befürchtete, eine Blockade auf Befehl der französischen Regierung, die sich gegen den von der königlichen Regierung kontrollierten Teil Griechenlands richtete, und forderte einige Tage später den vollständigen Rückzug aller königlich-griechischen Truppen auf den Peloponnes. Dieser Forderung kam die griechische Regierung nach. Nach einem erneuten Entente-Ultimatum im Januar 1917, den Rückzug der royalen griechischen Truppen betreffend, beschloss der Kronrat am 10. Januar 1917greg., bedingungslos zu kapitulieren.

### Konstantin I. verlässt den Thron
Dennoch wurde die Blockade aufrechterhalten und sogar intensiviert, was zu einer starken Nahrungsmittelknappheit und Hunger führte. Da auch diese Maßnahme weder die Abdankung Konstantins noch den gewünschten Zulauf zu den Venizelisten brachte, wurde im Mai 1917 Charles Jonnart als Hoher Kommissar der Garantiemächte Griechenlands entsandt, um die Abdankung des Königs voranzutreiben. Erklärt wurde, Konstantin habe eindeutig und auf eigene Veranlassung die von Frankreich, dem Vereinigten Königreich und dem Russischen Reich garantierte Verfassung verletzt und damit das Vertrauen der vorgenannten Schutzmächte verloren. Die Schutzmächte erklärten weiter, sie betrachteten sich damit von ihren Verpflichtungen Konstantin gegenüber als befreit.
Mit einem am 11. Juni 1917greg. gestellten Ultimatum des Hochkommissars zur Wiederherstellung der Verfassungsmäßigkeit und der gleichzeitig stattfindenden Besetzung von Thessalien und des Isthmus von Korinth, welches den Thronverzicht Georgs und die Abdankung des Königs forderte, gab Konstantin am gleichen Tag, ohne jedoch formal abzudanken, auf. Konstantin ernannte, wie außerdem verlangt und wie von Venizelos präferiert, seinen zweitgeborenen Sohn Alexander zum Thronfolger. Am Folgetag ging er mit der königlichen Familie, mit Ausnahme von Georg, der nach Frankreich ging, und Alexander in die Schweiz ins Exil. Alexander wurde wie vorgesehen inthronisiert. Der Hochkommissar teilte am gleichen Tag mit, die venizelistische Regierung in Saloniki sei aufgelöst und Griechenland sei ferner zur Einhaltung der Neutralität verpflichtet.

### Regierung Venizelos

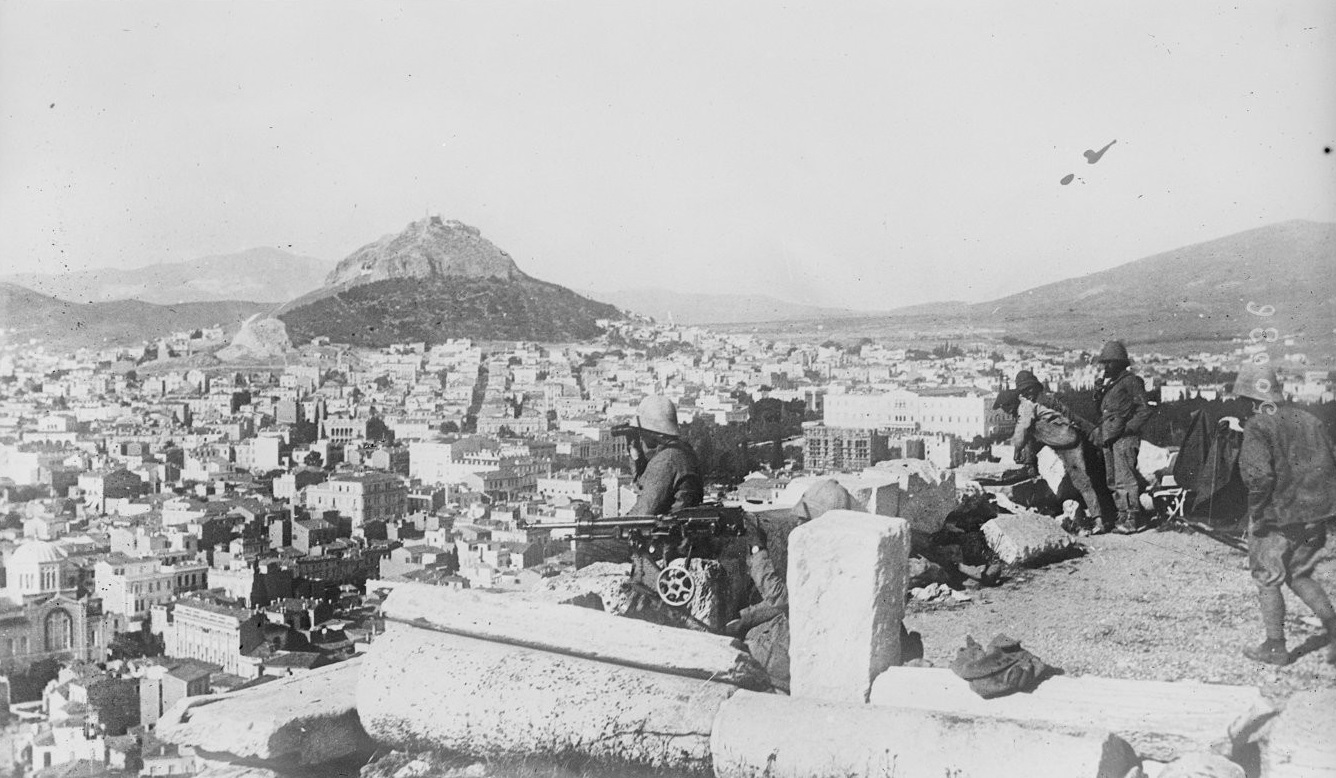
Französische Artillerie auf den Höhen von Athen (1917)

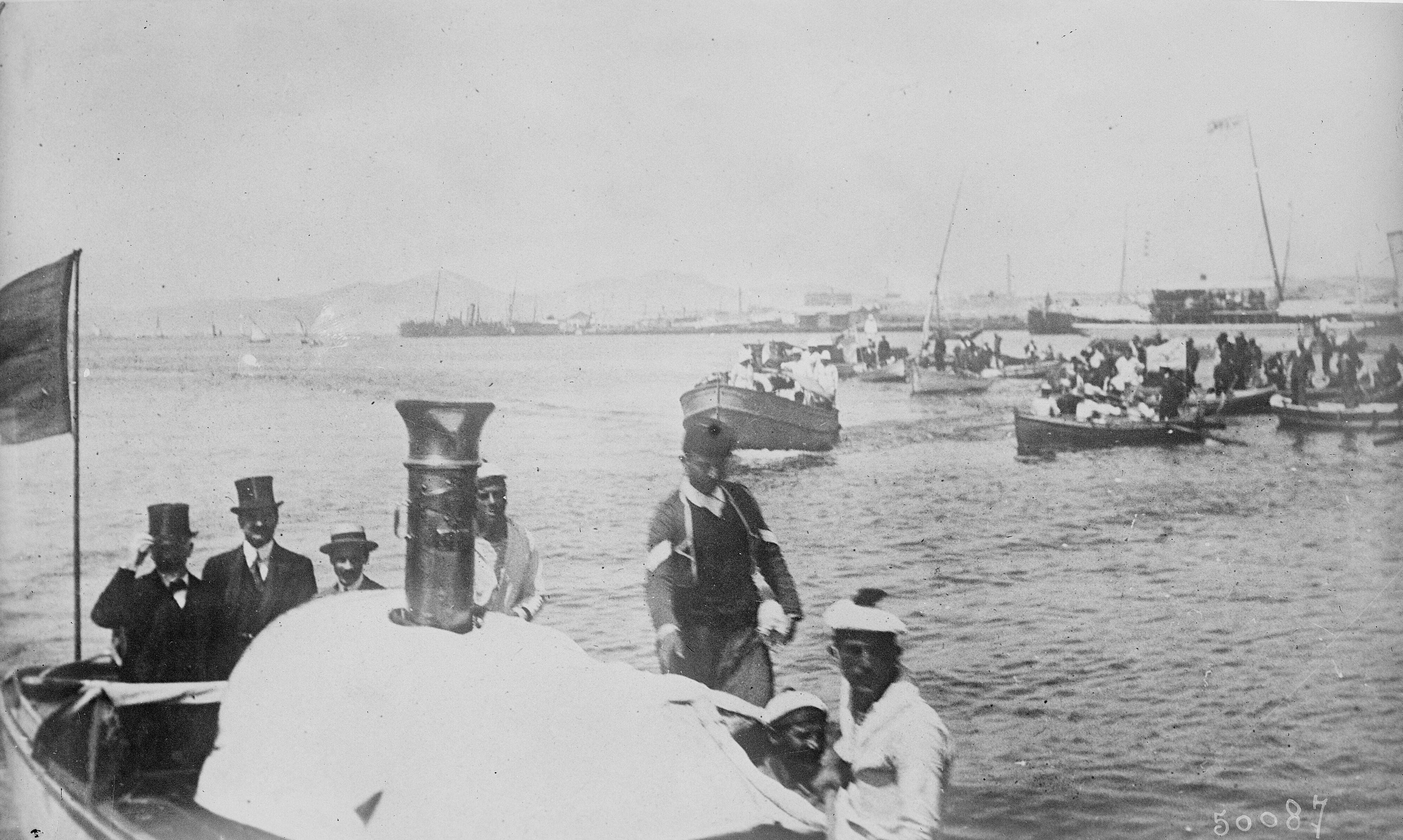
Venizelos landet auf dem Weg nach Athen in Piräus

Am 24. Juni 1917greg. wurde dem royalistischen Premierminister Alexandros Zaimis durch den Hochkommissar mitgeteilt, das Parlament vom Frühling 1915, in dem Venizelos eine Mehrheit hatte, sei wieder eingesetzt, denn die Auflösung desselben wäre illegal gewesen. Daraufhin trat der royalistische Premierminister zurück und König Alexander übergab die Regierung an Venizelos. Diese beiden Schritte waren im Vorfeld abgesprochen. Um royalistische Gegenmaßnahmen zu unterbinden, besetzten am Folgetag französische Soldaten mit Geschützen die Hügel Athens. Nach zwei weiteren Tagen erreichte Venizelos die Stadt.
Unter Venizelos endete die Neutralität durch den Abbruch der Beziehungen zu den Mittelmächten und die Einleitung der Mobilisierung, während der König auch unter dem Druck des Hochkommissars die vorgelegten, notwendigen Dekrete erließ. Alexander unterließ während seiner Herrschaft jede eigene Einflussnahme auf die Geschicke des Landes. Am 27. Juni 1917greg. erklärte Griechenland den Mittelmächten den Krieg.

### Wahlen 1920

#### Ausgangssituation
Im Juli 1917 erklärte der französische Premierminister Alexandre Ribot vor dem französischen Senat, die Veränderungen in Griechenland müssten durch eine griechische Nationalversammlung ratifiziert werden. Venizelos erklärt dazu im griechischen Parlament, eine verfassungsgebende Nationalversammlung solle rechtzeitig gewählt werden. Derzeit beobachte man die politische Entwicklung und warte darauf, dass die Hinderungsgründe für die Einberufung der Nationalversammlung beseitigt würden. Venizelos zögerte die vorgenannten Wahlen, bei denen es um sein politisches Überleben ging, trotz im Laufe der Zeit aufkommenden öffentlichen Drucks, hinaus. Er argumentierte, solange Griechenland sich noch im Krieg mit dem Osmanischen Reich befinde, wäre eine Agitation untrennbar mit den Wahlen verbunden. Die Wahlen sollten stattdessen unmittelbar nach Abschluss eines Friedensvertrages erfolgen.

#### Waffenstillstand
Das Osmanische Reich schloss am 30. Oktober 1918greg. mit den Alliierten ein umfassendes Waffenstillstandsabkommen. Dadurch legitimiert, autorisierten Frankreich, das Vereinigte Königreich und die USA im Mai 1919 das ohnehin in der Ägäis präsente Griechenland, Smyrna und Aidin sowie das Hinterland vorläufig zu besetzen. Dies geschah auch, um eine etwaige Besetzung der Gebiete durch Italien zu verhindern, das Smyrna als Teil der ihm zugesicherten Einflusszone entsprechend der 1917 geschlossenen Vereinbarung von Saint-Jean-de-Maurienne verstand.

#### Besetzung von Smyrna

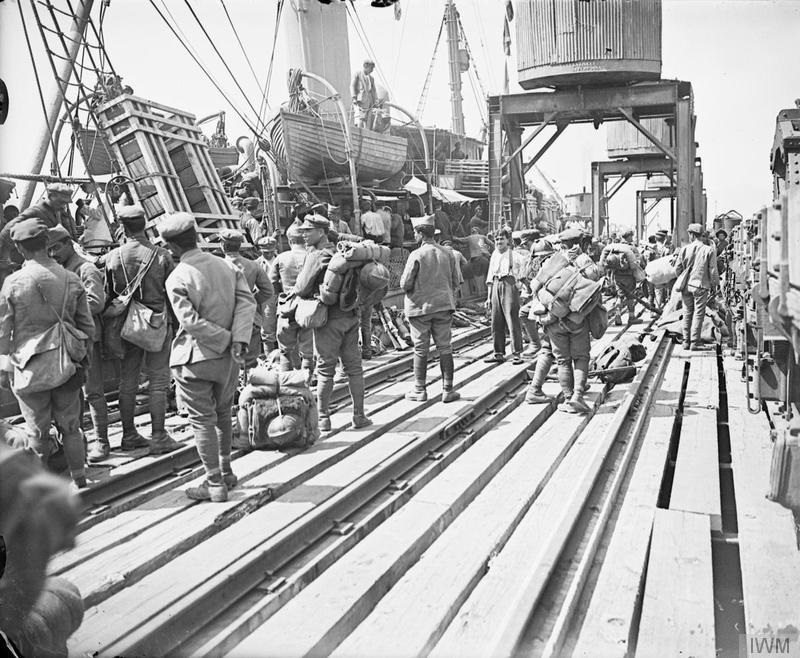
Griechische Soldaten landen in Smyrna

Die Landung von rund 13.000 griechischen Soldaten erfolgte am 15. Mai 1919greg. unter dem überwiegenden Beifall von Einwohnern griechischer Ethnie und wurde durch Schiffe Frankreichs, des Vereinigten Königreichs und der USA gesichert. Dem osmanischen Wālī (Gouverneur) der Provinz erklärten die Alliierten diesen Schritt mit der Berufung auf das 1918 geschlossene Waffenstillstandsabkommen und ein angeblich aufgekommenes Räuberbanden-Unwesen in der Provinz. Öffentlich wurde seitens der Alliierten gegenüber den Einwohnern türkischer Ethnie bekannt gemacht, die Besetzung erfolge aus humanitären Gründen und sei zeitlich begrenzt. Dennoch kam es noch am gleichen Tag im Stadtzentrum zu Gewalt und Panik, wobei rund 400 türkischstämmige Einwohner getötet wurden.
Von Smyrna aus rückten die griechischen Truppen in das Hinterland vor und besetzten dieses einschließlich Aidin. In Smyrna war innerhalb weniger Tage die öffentliche Ordnung wieder hergestellt und es wurde im Folgenden eine provisorische griechische Zivilverwaltung eingerichtet. Im Hinterland sowie vor allem in Aidin kam es zu schweren Übergriffen marodierender griechischer Truppen, bei denen, laut einem Untersuchungsbericht einer von den Alliierten eingesetzten Untersuchungskommission aus dem Oktober 1919, etwa 1000 türkischstämmige Einwohner getötet worden sein sollen. Ferner kam dieser Bericht zu dem Ergebnis, die Entscheidung zur Besetzung hätte rechtlich nicht getroffen werden dürfen, und forderte daher zur Beendigung der Besatzung auf. Die Alliierten reagierten auf diesen Bericht nicht.

#### Verträge von Sèvres

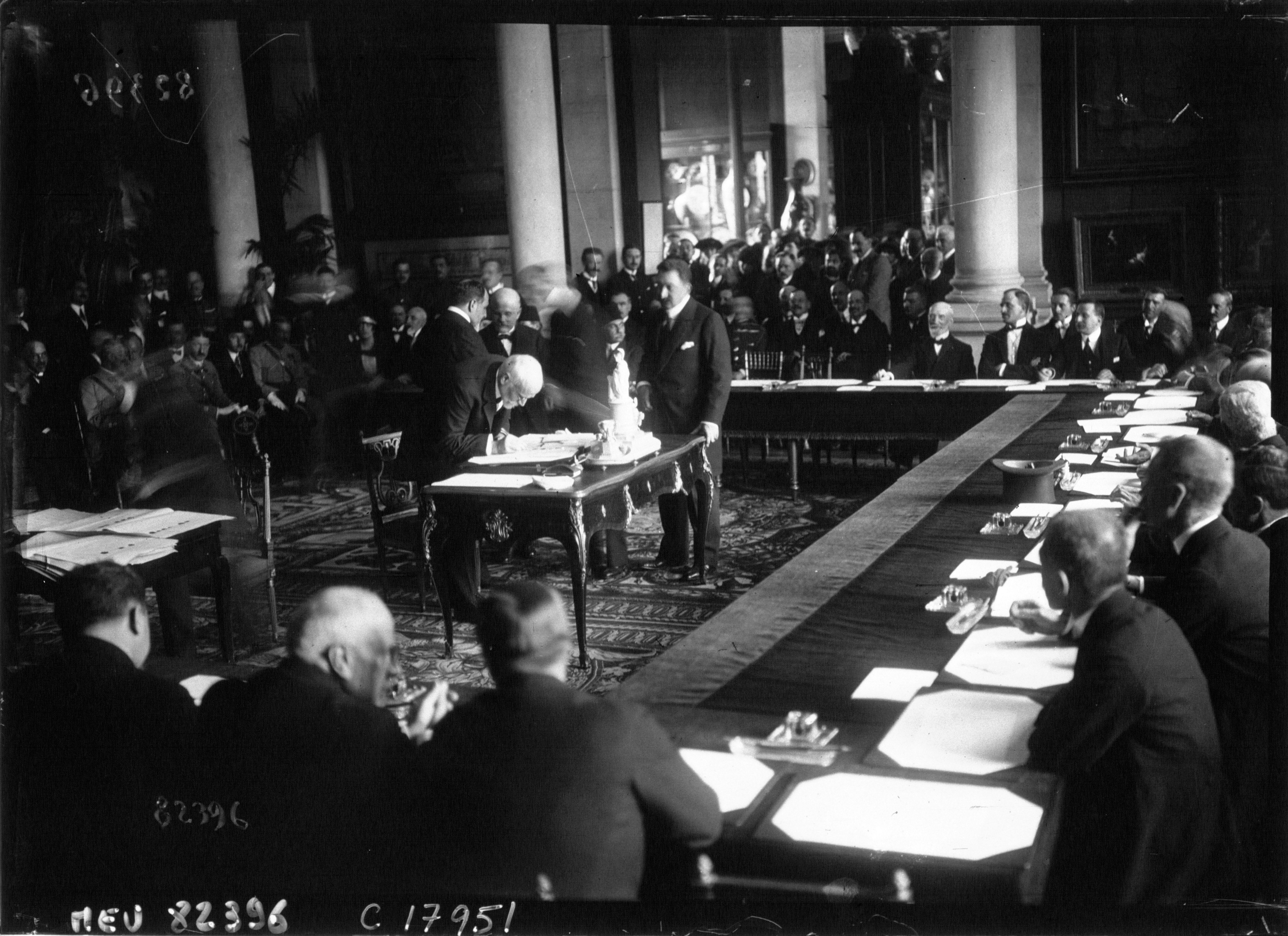
Venizelos unterschreibt die Verträge von Sèvres (1920)

Am 10. August 1920greg. wurden der Frieden von Sèvres sowie der Vertrag von Sèvres hinsichtlich Westthrakien geschlossen. Diese Verträge brachten Griechenland den Anschluss Thrakiens mit Ausnahme des Nordens und der Stadt Konstantinopel. Dazu kam ein Völkerbundmandat über Smyrna und das Hinterland. Venizelos selbst wurde nach den Vertragsverhandlungen, auf der Rückreise und noch in Frankreich, bei einem Attentatsversuch durch zwei ehemalige griechische, royalistische Offiziere angeschossen. Dies führte in Athen zu Ausschreitungen und Vorgehen gegen Royalisten.

#### Ankündigung von Wahlen

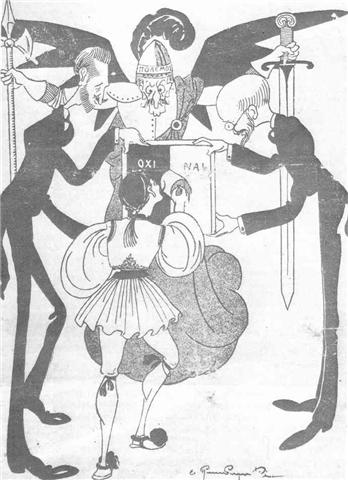
Karikatur Venizelos (rechts) und des Oppositionsführers Gounaris (links) im Vorfeld der Wahlen. Der Evzone muss sich per Kugel für (rechts) oder gegen (links) Krieg entscheiden (1920)

Im August/September 1920 kündigte Venizelos Parlamentswahlen für den 14. November 1920greg. an. Um diese Wahlen, die also ein neues Parlament und nicht eine Nationalversammlung bestimmen sollte, zu gewinnen, traf die Regierung einige Vorkehrungen. Zwischen Rest-Griechenland und dem neuen Landesteil Thrakien wurde eine politische Grenze gezogen, die nur mit einem speziellen Pass überquert werden durfte. Gleichzeitig wurde mit massiver Zensur versucht, etwaige anti-venizelistische Zeitungen nicht in Thrakien erscheinen zu lassen. Dazu kam eine Regelung, thrakische Stimmen sollten nicht, wie in Rest-Griechenland üblich, per Kugel, sondern durch einen Stimmzettel abgefragt werden, obwohl die Mehrheit der Bevölkerung weder griechisch lesen noch schreiben konnte. Des Weiteren wurde es erstmals aktiven Soldaten erlaubt, an der Wahl teilzunehmen. In Athen wurden rund 18.000 Flüchtlinge aus allen Landesteilen und 6.000 kretische Gendarmen und Polizisten zu Einwohnern erklärt. Rund 15.000 Einwohnern von Smyrna wurde die griechische Staatsbürgerschaft verliehen und diese wurden in attische Wahllisten eingetragen. Dazu wurde ein entsprechender Druck auf das Parlament und die Presse aufgebaut.

#### Alexander stirbt
Nach kurzer Krankheit verstarb Alexander im Oktober 1920, sein einziges Kind, Tochter Alexandra, wurde erst im März 1921 geboren. Für die Zeit des Interregnums wurde Pavlos Koundouriotis zum Vizekönig durch das Parlament gewählt. Am 11. November 1920greg. hatte die griechische Regierung den Thron Alexanders jüngerem Bruder Paul angeboten, dieser lehnte jedoch ab, da er nach seinem Verständnis nicht König vor seinem Vater und seinem älteren Bruder sein konnte.

#### Wahlkampf
Danach machte Venizelos die Rückkehr Konstantins zum Hauptthema des Wahlkampfes. Die Opposition, die aus 16 Gruppierungen bestand, darunter Royalisten, royalistische Unterstützer im weiteren Sinne, aber auch Anti-Venizelisten, die den Royalismus nicht unterstützten, war in dieser Frage unterschiedlicher Ansichten. Der kleinste gemeinsamer Nenner dieser Oppositionsgruppe war die Abwahl Venizelos’. Eine etwaige Rückkehr Konstantins würde neben nationalen Aspekten auch internationale betreffen und damit verbunden wären, für jede Oppositionsgruppe, in Hinsicht auf den Staat wie auf die eigene Position, Kompromisse zwingend notwendig. Bei einer Nicht-Unterstützung von Konstantin müsste die jeweiligen Oppositionsgruppe allerdings mit einem größeren Verlust an Unterstützung aus der Bevölkerung rechnen.

#### Wahlen
Der Wahltag selbst, ein Sonntag und damit mehrheitlich arbeitsfrei, lief ruhig und ohne Zwischenfälle ab. In Griechenland galt ein allgemeines und geheimes Wahlrecht für Männer. Die Regierung erwartete einen klaren Sieg. Allerdings wurde bereits während der Auszählung klar, dass sich die Erwartungen der Regierung nicht erfüllen würden. Die Auszählung brachte der Liberalen Partei 118 Sitze, die damit zwar stärkste Einzelpartei blieb, aber dennoch die Mehrheit verlor; denn dem gegenüber standen 250 Sitze für die gemeinsame Liste der Inoméni Antipolítefsis (Vereinigte Opposition), die vor allem von den Royalisten getragen wurde. Insbesondere viele erstmals wahlberechtigte Soldaten sollen entgegen Venizelos’ Erwartung royalistisch gewählt haben. Venizelos verließ am 17. November 1920greg. das Land, noch bevor das Ergebnis der Auszählung endgültig feststand.

### Der Weg zum Referendum

#### Ankündigung des Referendums
Die neue Regierung unter Premierminister Dimitrios Rallis bot unverzüglich Konstantin den Thron an, der jedoch nur mit einem Mandat des Volkes zurückkehren wollte. Daraufhin kündigte die Regierung am 24. November 1920greg. ein Referendum für den 5. Dezember 1920greg. zur Rückkehr Konstantins an.

#### Reaktionen Frankreichs und des Vereinigten Königreichs
Am selben Tag teilte der französische Premierminister Georges Leygues mit, Frankreich könne einer etwaigen Rückkehr Konstantins nicht zustimmen. Am 26. November 1920greg. einigten sich die französische Regierung und die Regierung des Vereinigten Königreichs auf folgende Forderungen gegen Griechenland, sollte Konstantin zurückkehren:
1. Es darf keinerlei Vorgehen gegen die Venizelisten geben.
2. Politische Gefangene werden amnestiert.
3. Frankreich und das Vereinigte Königreich erhalten ein Vetorecht in Bezug auf die Ausgabe von Staatsanleihen und den Abschluss von -verträgen.
4. Griechenland wird die Verträge von Sèvres weiterhin einhalten.

Beide Regierungen erklären am 2. Dezember 1920greg. gemeinsam, eine Rückkehr Konstantins würde zu einer neuen Situation führen, für die man sich jegliche Handlung vorbehielt. Die Restaurierung wäre eine Ratifizierung der feindseligen Handlungen Konstantins gegenüber den Alliierten während des Ersten Weltkrieges durch Griechenland. Der Alliierte Oberste Kriegsrat erklärte einen Tag später, eine Rückkehr Konstantins würde zu einer unerwünschten Situation führen. Für diesen Fall wurde eine Beendigung der finanziellen Unterstützungen angekündigt. Diese Schritte teilte man Griechenland am darauf folgenden Tag mit.

## Das Referendum

### Die Abstimmung
Das Referendum wurde wie angekündigt durchgeführt. Laut einer Meldung der Nachrichtenagentur Reuters sollen Liberale und Sozialisten überwiegend nicht abgestimmt haben.

### Ergebnis
| Auswahl                                                 | Stimmen   | %   |
| ------------------------------------------------------- | --------- | --- |
| Ja                                                      | 999.954   | 99  |
| Nein                                                    | 10.383    | 1   |
| ungültig/leer                                           | 3.387     | 0   |
| gesamt                                                  | 1.013.724 | 100 |
| Laut Nohlen & Stöver waren 2.000 Stimmen ungültig/leer. |           |     |

### Nach dem Referendum

#### Konstantin I. kehrt auf den Thron zurück
Premierminister Rallis informierte Konstantin über das Ergebnis, der nun seiner Restauration zustimmte. Die französische Regierung erklärte, als das Abstimmungsergebnis feststand, man werde eine Rückkehr Konstantins nicht zulassen, und drohte, sollte dies dennoch geschehen, eine Bestrafung an.
Konstantin kehrte am 19. Dezember 1920greg. aus dem Exil auf den griechischen Thron zurück. Am Vorabend bereits kam es in Athen zu volksfestartigen Szenen, so wurde der Weg Konstantins und seiner Frau auf dem letzten Stück von Korinth bis Athen durch die lokale Bevölkerung mit Begeisterung begleitet und es kam zu massiven Menschenaufläufen. Diplomaten der Siegermächte des Ersten Weltkriegs blieben dem Empfang allerdings fern.
Eine von Frankreich beabsichtigte Bestrafung scheiterte jedoch am Widerstand des Vereinigten Königreichs, welches eine solche Maßnahme in Friedenszeiten ablehnte und die Ansicht vertrat, die Restauration Konstantins sei eine rein innergriechische Angelegenheit. Der Kompromiss zwischen dem Vereinigten Königreich und Frankreich sah allerdings eine finanzielle Isolation vor: Der Zugang zu Krediten aus dem Ausland wurde verwehrt und alle durch Alliierte zugesicherten Darlehen zur Erleichterung der Kriegsführung gegen das Osmanische Reich wurden widerrufen.

#### Kleinasiatische Katastrophe

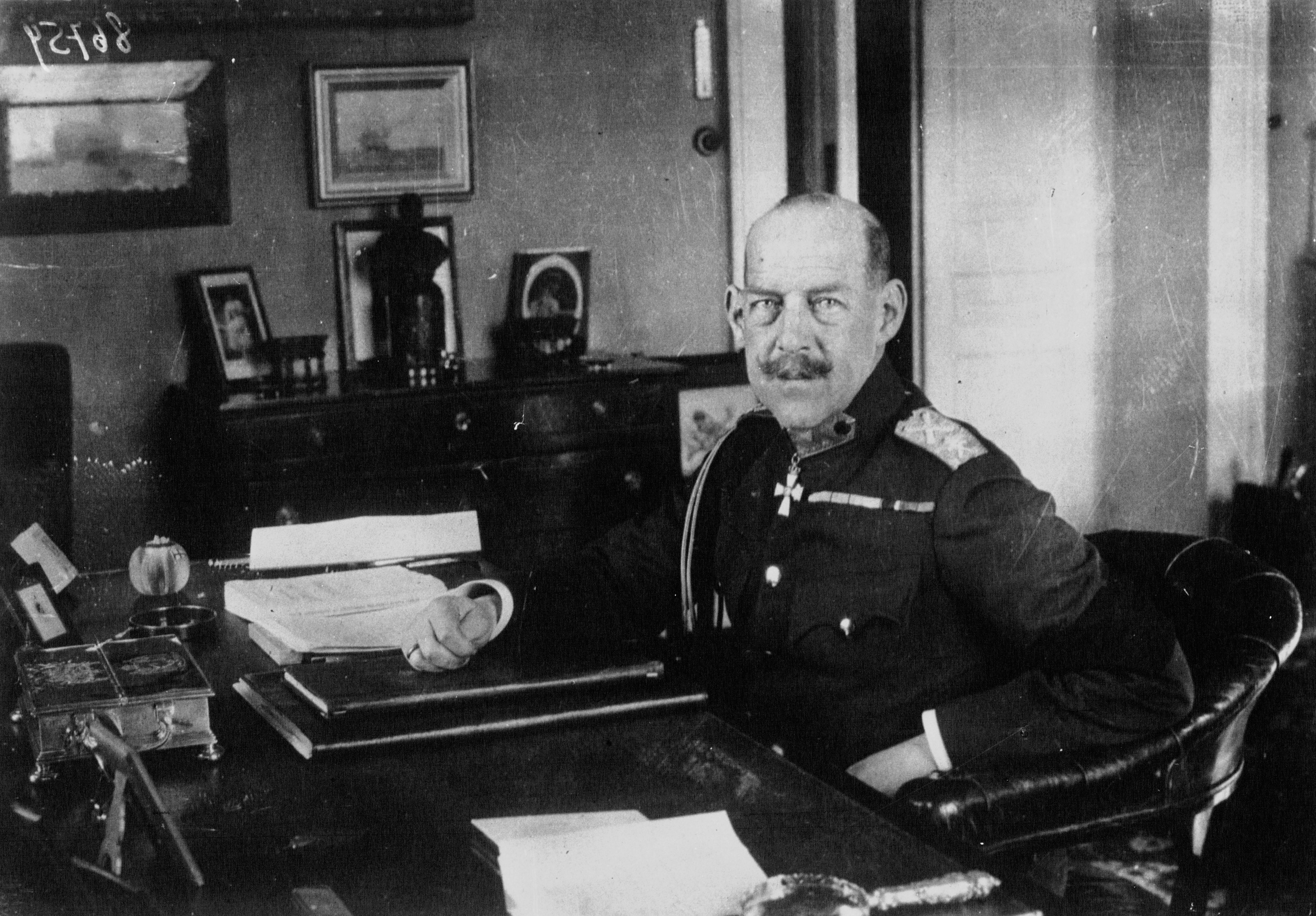
Konstantin in seinem Arbeitszimmer (1921)

Die finanziellen Sanktionen sorgten in erster Linie dafür, dass die Kosten für die mobilisierte und im Feld stehende griechische Armee zu hoch für den Staat wurden. Frankreich – und später auch Italien – traf darüber hinaus sogar eine separate Vereinbarung mit der türkischen Befreiungsbewegung, die eine Gegenregierung in den nicht besetzten Teilen des Osmanischen Reiches bildete sowie dessen Vereinbarungen und Verträge für nichtig erklärte, und gewährte dieser materielle Unterstützungen.

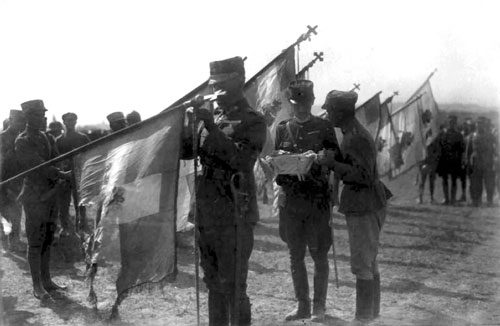
Konstantin zeichnet Truppenfahnen in Anatolien aus

Entgegen dem Rat des Vereinigten Königreichs, Frankreichs und Italiens weitete Griechenland seine Offensive in Anatolien gegen die Streitkräfte der türkischen Befreiungsbewegung aus. Trotz Konstantins persönliches Erscheinen an der Front im Sommer 1921 konnte sich die griechischen Truppen kurz vor Ankara nicht durchsetzen und erlitten in der Folge entscheidende Niederlagen, die zu einer Katastrophe, der Evakuierung Ioniens und dem Ende der Megali Idea führten.

#### Plastiras-Putsch
Am 24. September 1922greg. begann ein sich gegen den König und dessen Regierung richtender venizelistischer Putsch (Revolution des 11. September 1922) durch wesentliche Teile der griechischen Streitkräfte unter Führung des Oberst Nikolaos Plastiras sowie mit Unterstützung von Oberst Stylianos Gonatas und Generalleutnant Theodoros Pangalos, die ein Revolutionskomitee bildeten. Zwei Tage später landeten bei Athen etwa 15.000 zurückkehrende Soldaten, die die Abdankung Konstantins forderten.

#### Die Abdankung Konstantins I.
Obwohl loyale Truppen bereit standen, soll der König jegliches Einschreiten untersagt haben und dankte in Folge des Putsches am 27. September 1922greg. ab. Drei Tage später ging Konstantin mit seiner Frau Sophie sowie den Töchtern Irene und Katharina nach Italien ins Exil. Neuer König wurde sein Sohn Kronprinz Georg.